# Barbula ligulata
Barbula ligulata là một loài rêu trong họ Pottiaceae. Loài này được Warnst. ex Müll. Hal. mô tả khoa học đầu tiên năm 1900.
Danh pháp khoa học của loài này chưa được làm sáng tỏ. 